# 承御賈氏
承御賈氏（？—1209年），金朝第六代皇帝金章宗的后宫，封承御。
泰和八年（1208年），贾氏与后宫承御范氏都有孕，章宗病重，属意把皇位让给叔叔卫王完颜永济。不久章宗驾崩，遗诏由完颜永济即位，并表达贾氏与范氏有孕，若其中有人生下男孩，就立为皇储；如果都是男的，则选适当的继承。大安元年（1209年）四月，完颜永济下诏称元妃李师儿与其母王盻儿、太监李新喜合谋，命令贾氏诈称有孕，等足月时再从李家找婴儿入宫。完颜永济赐李元妃自尽，承御賈氏也被赐死。至宁元年（1213年）胡沙虎杀害完颜永济并改立金宣宗后，宣宗为贾氏平反。